# District Krasnogvardejski (Adygea)
District Krasnogvardejski (Russisch: Красногварде́йский райо́н) is een district in het noorden van de Russische autonome republiek Adygea. Het district heeft een oppervlakte van 725,5 vierkante kilometer en een inwonertal van 30868 in 2010. Het administratieve centrum bevindt zich in Krasnogvardejskoje.
Bestuurlijk centrum: Majkop

Stad: Adygejsk

Districten: Giaginski · Kosjechablski · Krasnogvardejski · Majkopski · Sjovgenovski · Tachtamoekajski · Teoetsjezjski